# اورتا زیزید
اورتا (میانی) زیزید (به لاتین: Orta Zəyzid) یک منطقه مسکونی در جمهوری آذربایجان است که در شهرستان شکی واقع شده است. اورتا زیزید ۴۶۴۴ نفر جمعیت دارد.